# إيفور باري إيفانز
إيفور باري إيفانز (بالإنجليزية: Ivor Parry Evans)‏ هو ضابط أمريكي، ولد في 20 فبراير 1923، وتوفي في 24 أكتوبر 2009.